# Lost Nigger Gold Mine

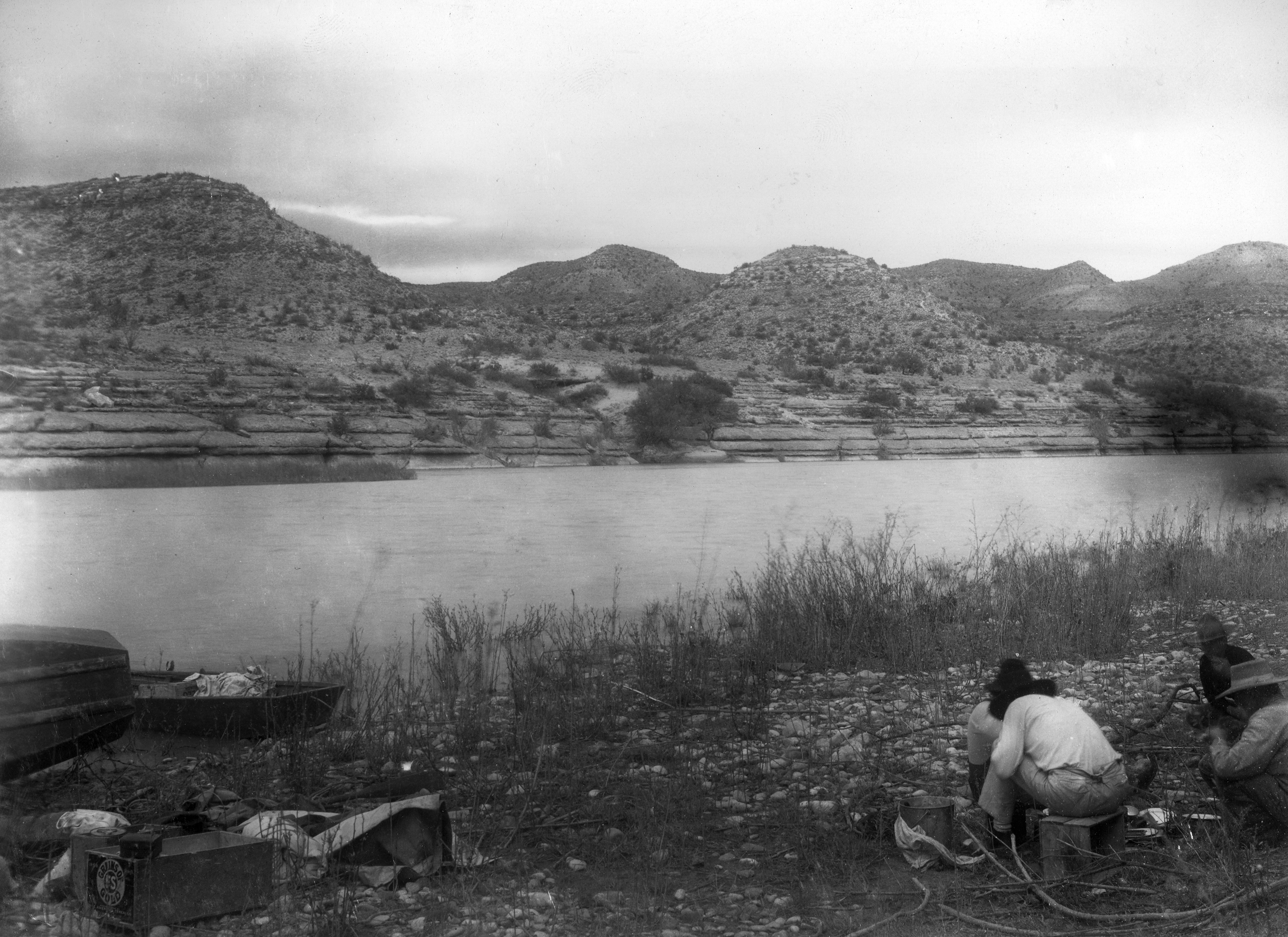
Der Rio Grande, in dem Kellys Leiche angeblich entsorgt wurde. (Beispielfoto)

Als Lost Nigger Gold Mine wird ein legendäres, nie gefundenes Goldvorkommen in der Folklore der USA bezeichnet.

## William Kelly
Nach der Legende stellten die vier Brüder Frank, Jim, John und Lee Reagan im Jahr 1887 in Dryden, Texas einen ungebildeten Jugendlichen namens William Kelly aus dem Stamm der Seminolen an, um ihnen auf ihrer Ranch zu helfen. Kelly wurde Nigger Bill genannt; Nigger war in der Big-Bend-Region ein damals üblicher Slang-Ausdruck für Mestizen. Kelly soll als Koch und Pferde-Wrangler gearbeitet haben. Als er bei den Reagans angestellt wurde, soll er erst 14 Jahre alt gewesen sein.
Kelly soll eines Tages auf der Ranch berichtet haben, dass er einen Goldgang entdeckt hätte, wurde jedoch nicht ernst genommen und verspottet. Als er den Reagans am folgenden Tag wieder etwas darüber erzählen wollte, habe er ihnen sogar einen Klumpen Golderz gezeigt, wurde dafür aber verflucht.
Nach dieser Abfuhr soll Kelly nach San Antonio gegangen sein, um einen Metallurgen aufzusuchen, damit dieser das Erz analysiere. Die Berichte danach sind widersprüchlich: Eine Version besagt, er sei nach Dryden zurückgekehrt, wo die Reagans einen an ihn gerichteten Brief abfingen, laut dem das Gold ungeheuer wertvoll war. Sie hätten Kelly angeblich getötet und seine Leiche im Rio Grande entsorgt. Die andere Version besagt, dass er sich kurz nach seiner Rückkehr ein Pferd „ausgeliehen“ habe und geflohen sei. Was auch immer der Fall war, die Reagans sollen ihr Leben lang versucht haben, die Goldader zu finden. 1930 sollen drei der Brüder noch am Leben gewesen sein und immer noch nach dem Gold gesucht haben.

## Weitere Goldsucher
Außer den Reagans suchten viele andere Goldsucher den sagenhaften Gang. Einer Legende zufolge hätten einige Goldsucher ihn gefunden, seien aber verstorben, bevor sie Gewinn machen oder Informationen darüber weitergeben hätten können.
Eine der ernsthaftesten Suchen wurde von William Broderick Cloete, einem britischen Bergwerksbesitzer, unternommen, der die Geschichte so vollständig glaubte, dass er dem Texaner Lock Campbell für eine Expedition zum Vorkommen 10.000 US-$ anbot. Am 19. Juli 1899 unterzeichneten Campbell und vier weitere Männer eine Vereinbarung, das Goldvorkommen zu suchen, und einer der Männer behauptete später, es in der Sierra Ladrones in New Mexico entdeckt zu haben, doch dies wurde nie bestätigt.
Im Jahr 1909 reiste ein Mann namens Wattenberg aus Oklahoma mit einer Karte nach Alpine, der zufolge sich das Goldvorkommen in Mexiko befinden solle, und ein Pionier namens John Young ging so weit, eine Partnerschaft mit Wattenberg einzugehen und sich eine Abbaugenehmigung von Porfirio Díaz geben zu lassen, um anschließend jahrelang vergeblich danach zu suchen.
Diese Fehlschläge führten zu Debatten darüber, was mit dem Goldvorkommen geschehen sei. John Young glaubte, dass es nach dem Tod von Kelly absichtlich von Goldsuchern versteckt worden sei. Eine andere Theorie besagt, dass das Gold nicht wirklich Golderz war, sondern aus Stücken von durch die Spanier zurückgelassenem Feingold bestand. Eine dritte Theorie besagt, das Gold sei von einer Gruppe von Mexikanern auf der Flucht vor der mexikanischen Guardia Rural zurückgelassen worden, weil es ihre Flucht verlangsamte. Da der Goldgang angeblich in einem Canyon lag, geht eine weitere Theorie davon aus, dass vom Fluss ausgewaschener Kies darüber abgelagert wurde und das Goldvorkommen so auf natürliche Weise unauffindbar wurde.